# 24-Stunden-Rennen von Daytona 1976

Skizze des Daytona International Speedway, das Rennen wurde auf dem kombinierten Oval- und Straßenkurs ausgetragen

Das neunte 24-Stunden-Rennen von Daytona, auch 15th Annual 24 Hour of Daytona, Championship of Makes, Daytona International Speedway, fand am 31. Januar und 1. Februar 1976 auf dem Daytona International Speedway statt und war der erste Wertungslauf zur IMSA-GT-Meisterschaft dieses Jahres.

## Das Rennen
Für den ersten Sportwagen-Weltmeisterschaftslauf der Saison gingen 87 Meldungen beim Veranstalter ein. Schlussendlich nahmen am Nachmittag des 31. Januar 72 Rennwagen der Klassen IMSA GTO, IMSA GTU, Le Mans GTX, Grand International (NASCAR) und Gruppe 4/5 das Rennen auf. Von der Pole-Position ging Brian Redman ins Rennen. Der Brite erzielte im Training auf seinem BMW 3.5 CSL eine Zeit von 1:56,550 Minuten auf seiner schnellsten Runde.
Nach 24 Stunden Rennzeit wurden die Rennfahrer Peter Gregg, Brian Redman und John Fitzpatrick als Sieger abgewunken.

## Ergebnisse

### Schlussklassement
| 1               | GTO        | 59  | BMW of North America                  | Peter Gregg Brian Redman John Fitzpatrick                   | BMW 3.5 CSL                    | 545 |
| 2               | GTO        | 14  | George Dickinson/Holbert Porsche-Audi | Al Holbert Claude Ballot-Léna                               | Porsche 911 Carrera RSR        | 531 |
| 3               | GTO        | 61  | Brumos Porsche                        | Jim Busby Hurley Haywood                                    | Porsche 911 Carrera RSR        | 530 |
| 4               | GTO        | 56  | Bob Hagestad                          | Bob Hagestad Jerry Jolly                                    | Porsche 911 Carrera RSR        | 510 |
| 5               | GTO        | 92  | Oest/Tillson                          | Mike Tillson Dieter Oest Bruce Jennings                     | Porsche 911 Carrera RSR        | 508 |
| 6               | GTO        | 71  | Ken Starbird                          | Chris Cord Jim Adams Milt Minter                            | Ferrari 365 GTB/4 Competizione | 500 |
| 7               | GTU        | 42  | BHR Porsche                           | Bob Hindson Dick Davenport Frank Carney                     | Porsche 911 S                  | 495 |
| 8               | GTO        | 43  | Ecurie Escargot                       | John Graves John O’Steen Dave Helmick                       | Porsche 911 Carrera RSR        | 493 |
| 9               | GTO        | 99  | Phil Currin                           | Phil Currin Cliff Gottlob Peter Knab                        | Chevrolet Corvette             | 483 |
| 10              | GTO        | 24  | BMW of North America                  | David Hobbs Benny Parsons                                   | BMW 3.5 CSL                    | 481 |
| 11              | GTU        | 29  | Charles Mendez                        | Charles Mendez Dave Cowart Dave Panaccione                  | Porsche 911 T                  | 480 |
| 12              | Gruppe 4/5 | 12  | Sepp Greger                           | Dieter Schmid Wilhelm Bartels Heinz Martin Egon Evertz      | Porsche 911 Carrera RSR        | 475 |
| 13              | GTU        | 51  | Max Dial                              | John Hotchkis Robert Kirby Len Jones                        | Porsche 914/6                  | 467 |
| 14              | GTU        | 60  | Rusty Bond                            | Rusty Bond Ren Tilton John Belperche                        | Porsche 911 S                  | 465 |
| 15              | GTO        | 25  | BMW of North America                  | John Fitzpatrick Tom Walkinshaw                             | BMW 3.5 CSL                    | 457 |
| 16              | G. I.      | 21  | Jack Bowsher                          | David Pearson Larry Pearson Gary Bowsher Jim Bowsher        | Ford Torino                    | 442 |
| 17              | GTU        | 84  | Mike Meldeau                          | Ara Dube Harro Zitza Doug Zitza                             | Porsche 911 S                  | 441 |
| 18              | GTU        | 90  | Ray Walle                             | Ray Walle Tom Reddy Bill Scott                              | Mazda Cosmo                    | 415 |
| 19              | G. I.      | 48  | James Hylton                          | James Hylton Richard Childress                              | Chevrolet Chevelle Laguna      | 414 |
| 20              | GTU        | 81  | Motex Auto                            | Hans Berner Willy Goebbels Fritz Hochreuter                 | Porsche 911 S                  | 412 |
| 21              | GTU        | 65  | Stephen Isett                         | Paul May Lee Mueller David Sauers                           | Porsche 911 S                  | 409 |
| 22              | GTO        | 15  | Garcia Brothers                       | Javier Garcia George Garcia Manuel Garcia                   | Chevrolet Corvette             | 399 |
| 23              | GTU        | 54  | Spirit Racing                         | Alex Job Steve Southard                                     | Porsche 914/6                  | 392 |
| 24              | GTO        | 35  | Ted Mathey                            | Ted Mathey Joe Chamberlain Arnstein Loyning                 | Chevrolet Corvette             | 380 |
| 25              | GTU        | 1   | Louis McAlpine                        | Jim Westphal Anatoly Arutunoff Brian Goellnicht             | BMW 2002 TI                    | 369 |
| 26              | GTU        | 89  | Barrick Motor Racing                  | Don Parish Dave Causey Wayne Nelson                         | Porsche 911 S                  | 359 |
| 27              | GTU        | 52  | CACI                                  | Bob Bergstrom Bill Shaw Martin Palmer                       | Honda Civic                    | 352 |
| 28              | G. I.      | 04  | Hershel McGriff                       | Hershel McGriff Doug McGriff                                | Chevrolet Nova                 | 336 |
| 29              | GTO        | 40  | Sam Fillingham                        | Sam Fillingham Bud Sherk                                    | Chevrolet Corvette             | 336 |
| 30              | GTU        | 7   | Glen Marckwardt                       | Makoto Kamazuka Masashi Fukuda Ron Cortez                   | Mazda RX-3                     | 331 |
| 31              | GTO        | 97  | Juan Carlos Bolaños                   | Juan Carlos Bolaños Billy Sprowls Gustavo Bolaños           | Porsche 911 Carrera RSR        | 318 |
| 32              | GTO        | 41  | Jones Industries Racing               | Herb Jones, Jr. Steve Faul                                  | Chevrolet Camaro               | 301 |
| 33              | G. I.      | 33  | Glenn Francis                         | Glenn Francis Randy Bebout                                  | Chevrolet Chevelle             | 301 |
| 34              | GTO        | 76  | Greenwood Customercar Levitt Racing   | Mike Brockman John Greenwood                                | Chevrolet Corvette             | 298 |
| 35              | GTO        | 80  | Carmon Solomone                       | Carm Solomone Ed Maksym James Halverson                     | Chevrolet Camaro               | 291 |
| 36              | GTU        | 36  | Rainer Brezinka                       | Rainer Brezinka Gary Hirsch Brian Hardacre                  | Porsche 911 S                  | 286 |
| 37              | GTO        | 75  | Robert Christiansen                   | Bob Christiansen Billy Hagan                                | Chevrolet Camaro               | 282 |
| 38              | GTU        | 0   | William Frates                        | William Frates Craig Ross Spencer Buzbee                    | Datsun 240Z                    | 274 |
| 39              | G. I.      | 19  | Henley Gray                           | Henley Gray Bob Burcham                                     | Chevrolet Chevelle Laguna      | 268 |
| 40              | GTU        | 85  | John E. Hulen                         | John Hulen Ron Coupland Nick Engels                         | Porsche 914/6                  | 267 |
| 41              | Gruppe 4/5 | 11  | Sepp Greger                           | Egon Evertz Sepp Greger Jürgen Lässig                       | Porsche 934                    | 250 |
| 42              | GTO        | 08  | Peak Oil                              | Mike Williamson Keith Swope                                 | AMC Gremlin                    | 246 |
| 43              | GTO        | 22  | Bandag                                | Denny Long Bill Jobe Tim Startup                            | Chevrolet Corvette             | 244 |
| 44              | GTO        | 55  | Car & Driver                          | Joe Ruttman Buddy Baker Stephen Behr                        | Dodge Dart                     | 240 |
| 45              | GTU        | 34  | George Drolsom                        | George Drolsom Bob Nagel                                    | Porsche 911 S                  | 200 |
| 46              | GTO        | 74  | Ludwig Heimrath                       | Ludwig Heimrath senior Jacques Bienvenue Norm Ridgely       | Porsche 911 Carrera RSR        | 189 |
| 47              | GTU        | 9   | Bruce Mabrito                         | Bruce Mabrito Jack Steel                                    | Datsun 240Z                    | 185 |
| 48              | GTU        | 10  | Louis McAlpine                        | Alf Zellmer Brian Goellnicht Bill Alsup                     | BMW 2002 TI                    | 181 |
| 49              | GTO        | 50  | Hector Rebaque, Sr.                   | Fred van Beuren, Jr. Guillermo Rojas Andres Contreras       | Porsche 911 Carrera RSR        | 172 |
| 50              | GTO        | 68  | Mike Meldeau                          | Mike Meldeau Bill McDill John Tremblay                      | Chevrolet Camaro               | 172 |
| 51              | GTO        | 46  | Jose Antonio Daher                    | Jose A. Daher Alfonso Leal Jose Madero                      | Ford Mustang                   | 168 |
| 52              | GTU        | 67  | David McClain                         | Dave White Frank Harmstad David McClain                     | Porsche 914/6                  | 148 |
| 53              | G. I.      | 98  | Ed Negre                              | Ed Negre Bob Mitchell Arturo Merzario                       | Dodge Charger                  | 144 |
| 54              | GTO        | 44  | Mauricio de Narváez                   | Mauricio de Narváez Albert Naon John Freyre                 | Porsche 911 Carrera RSR        | 141 |
| 55              | GTO        | 49  | Neil Potter                           | Neil Potter Bob Gray Luis Sereix                            | Ford Mustang                   | 139 |
| 56              | G. I.      | 2   | Bobby Allison                         | Bobby Allison Donnie Allison                                | Chevrolet Nova                 | 137 |
| 57              | GTO        | 18  | Terry Wolters                         | Terry Wolters Charles Gano Joe Castellano                   | Chevrolet Camaro               | 122 |
| 58              | GTU        | 53  | Arthur Mollin                         | Arthur Mollin Bob Speakman Michael Gatoff                   | Volvo 142 S                    | 121 |
| 59              | GTO        | 20  | Richard Weiss                         | Richard Weiss Michael Oleyar Jerry Karl                     | Porsche 911 S                  | 94  |
| 60              | G. I.      | 91  | Debra Lynn Miller                     | Harold Miller John Ray                                      | Chevrolet Chevelle             | 66  |
| 61              | GTO        | 72  | Bill Arnold                           | Bill Arnold Al Levenson Tom Brown                           | Chevrolet Corvette             | 55  |
| 62              | GTO        | 86  | Hugh Kleinpeter                       | Hugh Kleinpeter Ron Goldleaf                                | De Tomaso Pantera              | 42  |
| 63              | GTO        | 88  | Maurice Carter                        | Maurice Carter Gilles Villeneuve                            | Chevrolet Camaro               | 34  |
| 64              | GTO        | 4   | Bill Nelson, Sr.                      | Stephen Bond Dale Kreider                                   | Pontiac Astre                  | 28  |
| 65              | GTU        | 47  | Williams Grainger                     | Bill Bean Jack Ansley                                       | Porsche 911 S                  | 21  |
| 66              | GTU        | 28  | Anatoly Arutunoff                     | Brian Goellnicht Anatoly Arutunoff José Marina              | Lotus Europa                   | 20  |
| 67              | GTO        | 64  | C. C. Canada                          | C. C. Canada Russ Boykin                                    | Chevrolet Camaro               | 17  |
| 68              | GTO        | 93  | Jim E. Logan                          | Larry Flynn Bobbie Johnson                                  | Chevrolet Camaro               | 17  |
| 69              | GTO        | 73  | Howey Farms                           | Clark Howey Tony Kester David Crabtree                      | Chevrolet Corvette             | 15  |
| 70              | LM GTX     | 23  | Charlie Kemp                          | Charlie Kemp Sam Posey Carson Baird                         | Ford Mustang II                | 6   |
| 71              | GTO        | 30  | Heufeld Porsche                       | George Dyer Michael Keyser                                  | Porsche 911 Carrera RSR        | 5   |
| 72              | GTU        | 6   | Miller/Norburn                        | Nick Craw Ray Korman Joe Peacock                            | BMW 2002 TI                    | 1   |
| Nicht gestartet |            |     |                                       |                                                             |                                |     |
| 73              | GTO        | 33A | Phil Henny Racing                     | Phil Henny Slick Gardner                                    | Chevrolet Camaro               | 1   |
| 74              | GTO        | 66  | Tom Nehl                              | Tom Nehl Stephen Behr                                       | Chevrolet Monza                | 2   |
| 75              | GTO        | 96  | Mike Williamson                       | Mike Williamson Lawrence P. Pleasants John Emig Robert Dula | Chevrolet Camaro               | 3   |

1 Sponsoring gescheitert
2 Unfall im Training
3 nicht gestartet

### Nur in der Meldeliste
Hier finden sich Teams, Fahrer und Fahrzeuge, die ursprünglich für das Rennen gemeldet waren, aber aus den unterschiedlichsten Gründen daran nicht teilnahmen.
| Pos. | Klasse | Nr. | Team             | Fahrer                                          | Chassis                 |
| ---- | ------ | --- | ---------------- | ----------------------------------------------- | ----------------------- |
| 76   | G. I.  | 00  | Bobby Mausgrover | Bobby Mausgrover                                | Chevrolet Chevelle      |
| 77   | G. I.  | 01  | Earle Canavan    | Earle Canavan                                   | Dodge Charger           |
| 78   | LM GTX | 17  | Terry Herman     | Terry Herman Mark Felsen                        | Ferrari 308 GTB         |
| 79   | GTU    | 32  | R. C. Hughes     | Richard C. Hughes George Rollin Robert Whitaker | Datsun 510              |
| 80   | GTO    | 37  | John McClelland  | Roberto Quintanilla Roberto González            | Porsche 911 Carrera RSR |
| 81   | GTO    | 39  | Wiley Doran      | Wiley Doran Gary Belcher                        | Chevrolet Corvette      |
| 82   | GTU    | 63  | Stephen Isett    | Stephen Isett Greg Dusz                         | Opel Manta              |
| 83   | GTU    | 67  | David McClain    | David McClain Dave White Frank Harmstad         | Porsche 911 S           |
| 84   | GTO    | 78  | Milton Headley   | Babe Headley Sam Feinstein                      | Chevrolet Corvette      |
| 85   | G. I.  | 79  | Frank Warren     | Frank Warren                                    | Dodge Charger           |
| 86   | GTO    | 83  | Jim E. Logan     | Larry Flynn Bobbie Johnson Jim Logan            | Chevrolet Camaro        |
| 87   | GTO    | 98  | London GT Racing | J. Peter Hanes Steve Bell                       | Chevrolet Corvette      |

### Klassensieger
| Klasse     | Fahrer        | Fahrer          | Fahrer           | Fahrer      | Fahrzeug                | Platzierung im Gesamtklassement |
| ---------- | ------------- | --------------- | ---------------- | ----------- | ----------------------- | ------------------------------- |
| GTO        | Peter Gregg   | Brian Redman    | John Fitzpatrick |             | BMW 3.5 CSL             | Gesamtsieg                      |
| GTU        | Bob Hindson   | Dick Davenport  | Frank Carney     |             | Porsche 911 S           | Rang 7                          |
| LM GTX     | Charlie Kemp  | Sam Posey       | Carson Baird     |             | Ford Mustang II         | Rang 70                         |
| G. I.      | David Pearson | Larry Pearson   | Gary Bowsher     | Jim Bowsher | Ford Torino             | Rang 16                         |
| Gruppe 4/5 | Dieter Schmid | Wilhelm Bartels | Heinz Martin     | Egon Evertz | Porsche 911 Carrera RSR | Rang 12                         |

### Renndaten
- Gemeldet: 87
- Gestartet: 72
- Gewertet: 30
- Rennklassen: 5
- Zuschauer: unbekannt
- Wetter am Renntag: zum Ende Regen
- Streckenlänge: 6,180 km
- Fahrzeit des Siegerteams: 24:06:53,635 Stunden
- Gesamtrunden des Siegerteams: 545
- Gesamtdistanz des Siegerteams: 3368,035 km
- Siegerschnitt: 167,439 km/h
- Pole Position: Brian Redman – BMW 3.5 CSL (#59) – 1:56,550 = 190,884 km/h
- Schnellste Rennrunde: John Greenwood – Chevrolet Corvette (#76) – 1:56,858 = 190,381 km/h
- Rennserie: 1. Lauf zur IMSA-GT-Serie 1976